# Eupithecia consors
Eupithecia consors là một loài bướm đêm trong họ Geometridae.